# توم مكاي
توم مكاي هو منافس ألعاب قوى كندي، (و. 1900 – 1978 م)، متخصص في ركض المسافات المتوسطة، (بالإنجليزية: Middle-distance running)، و شارك في سباقات الـ 800م للرجال في دورة الألعاب الأولمبية في صيف 1924.

## وصلات خارجية
- توم مكاي على موقع الاتحاد الدولي لألعاب القوى (الإنجليزية)
- توم مكاي على موقع أوليمبيديا (الإنجليزية)